# Língua cayuvava
O Cayuvava (Cayuwaba, Cayubaba, Kayuvava) é uma língua isolada da Bolívia.

## Comparações lexicais
Alguns paralelos lexicais entre o Cayuvava e o Proto-Bororo (Jolkesky 2016):
| Português | Cayuvava     | Bororo      |
| --------- | ------------ | ----------- |
| água      | bo           | *bo         |
| cabeça    | bãrãkama     | *wara       |
| fezes     | pi ‘defecar’ | *pe ‘fezes’ |
| lua       | rãrẽ         | *ari        |
| olho      | -ʤɔkɔ        | Bororo joku |
| osso      | rakie        | *ra(ka)     |

Alguns paralelos lexicais entre o Cayuvava e o Proto-Tacana (Jolkesky 2016):
| Português | Cayuvava | Proto-Tacana |
| --------- | -------- | ------------ |
| abóbora   | kimi     | *kemi        |
| avô       | βaβa     | *baba        |
| cachorro  | ãβã      | *awa         |
| cortar    | sɨkɨrɨ   | *sikʷi       |
| dente     | isi      | *e-tse       |
| folha     | ene      | *ina         |
| irmão     | -ʧao     | *-ʣao        |
| nuvem     | bɔkɔ     | *bo-         |
| tabaco    | upæ      | *umasa       |
| tia       | tete     | *nene        |